# Lista monumentelor istorice din județul Iași - B

Simbol pentru monumentele istorice

Lista monumentelor istorice din județul Iași - B cuprinde monumentele istorice înscrise în Patrimoniul cultural național al României și aflate în localități ce încep cu litera B  din județul Iași.
Lista completă este menținută și actualizată periodic de către Ministerul Culturii, Cultelor și Patrimoniului Național din România, prin intermediul Institutului Național al Patrimoniului, ultima versiune datând din 2015. Această listă cuprinde și actualizările ulterioare, realizate prin ordin al ministrului culturii.
Puteți căuta un monument din județul Iași folosind formularul de mai jos sau puteți naviga prin toate monumentele din județ la lista monumentelor istorice din județul Iași.
| Cod LMI                                            | Denumire                                                         | Localitate                               | Localizare | Datare, Creatori                                               | Imagine               | Erori             |
| -------------------------------------------------- | ---------------------------------------------------------------- | ---------------------------------------- | --- | -------------------------------------------------------------- | --------------------- | ----------------- |
| IS-I-s-B-03519 (RAN: 95505.01)                     | Așezare                                                          | sat Balș; comuna Balș                    | „Valea Parului”, la cca. 1,5 km V de satul Balș și la 3,5 km E de satul Băiceni                                                 | Neolitic, cultura Starčevo-Criș                                | Încarcă foto \| video | Raportează eroare |
| IS-I-s-B-03520 (RAN: 96682.01)                     | Situl arheologic de la Băiceni, punct „Bogdăneasa”               | sat Băiceni; comuna Cucuteni             | „Bogdăneasa”, în vatra satului, la 1 km VNV de Școala Generală                                                                  |                                                                | Încarcă foto \| video | Raportează eroare |
| IS-I-m-B-03520.01 (RAN: 96682.01.03)               | Așezare                                                          | sat Băiceni; comuna Cucuteni             | „Bogdăneasa”, în vatra satului, la 1 km VNV de Școala Generală                                                                  | sec. XVIII, Epoca medievală                                    | Încarcă foto \| video | Raportează eroare |
| IS-I-m-B-03520.02 (RAN: 96682.01.02)               | Așezare                                                          | sat Băiceni; comuna Cucuteni             | „Bogdăneasa”, în vatra satului, la 1 km VNV de Școala Generală                                                                  | sec. VIII – XI, Epoca medieval timpurie                        | Încarcă foto \| video | Raportează eroare |
| IS-I-m-B-03520.03 (RAN: 96682.01.01)               | Așezare                                                          | sat Băiceni; comuna Cucuteni             | „Bogdăneasa”, în vatra satului, la 1 km VNV de Școala Generală                                                                  | sec. IV - III a. Chr., Latène                                  | Încarcă foto \| video | Raportează eroare |
| IS-I-s-A-03521 (RAN: 96682.02)                     | Situl arheologic de la Băiceni, punct „Cetățuia”                 | sat Băiceni; comuna Cucuteni             | „Cetățuia”, pe platoul Laiu, la marginea de V a satului, la cca. 400 m de școală                                                |                                                                | Încarcă foto \| video | Raportează eroare |
| IS-I-m-A-03521.01 (RAN: 96682.02.06)               | Așezare                                                          | sat Băiceni; comuna Cucuteni             | „Cetățuia”, pe platoul Laiu, la marginea de V a satului, la cca. 400 m de școală                                                | sec. III p. Chr.                                               | Încarcă foto \| video | Raportează eroare |
| IS-I-m-A-03521.02 (RAN: 96682.02.05)               | Așezare                                                          | sat Băiceni; comuna Cucuteni             | „Cetățuia”, pe platoul Laiu, la marginea de V a satului, la cca. 400 m de școală                                                | Geto-dacică                                                    | Încarcă foto \| video | Raportează eroare |
| IS-I-m-A-03521.03 (RAN: 96682.02.04)               | Așezare                                                          | sat Băiceni; comuna Cucuteni             | „Cetățuia”, pe platoul Laiu, la marginea de V a satului, la cca. 400 m de școală                                                | Eneolitic final, cultura Horodiștea-Erbiceni                   | Încarcă foto \| video | Raportează eroare |
| IS-I-m-A-03521.04 (RAN: 96682.02.03)               | Așezare                                                          | sat Băiceni; comuna Cucuteni             | „Cetățuia”, pe platoul Laiu, la marginea de V a satului, la cca. 400 m de școală                                                | Eneolitic, cultura Cucuteni, faza B                            | Încarcă foto \| video | Raportează eroare |
| IS-I-m-A-03521.05 (RAN: 96682.02.02)               | Așezare                                                          | sat Băiceni; comuna Cucuteni             | „Cetățuia”, pe platoul Laiu, la marginea de V a satului, la cca. 400 m de școală                                                | Eneolitic, cultura Cucuteni, faza AB                           | Încarcă foto \| video | Raportează eroare |
| IS-I-m-A-03521.06 (RAN: 96682.02.01)               | Așezare                                                          | sat Băiceni; comuna Cucuteni             | „Cetățuia”, pe platoul Laiu, la marginea de V a satului, la cca. 400 m de școală                                                | Eneolitic, cultura Cucuteni, faza A                            | Încarcă foto \| video | Raportează eroare |
| IS-I-s-B-03522 (RAN: 96682.03)                     | Situl arheologic de la Băiceni, punct „Dâmbul lui Pletosu”       | sat Băiceni; comuna Cucuteni             | „Dâmbul lui Pletosu”, la cca. 200 m NNV de sat, pe vârful unui mamelon aflat pe malul drept al pârâului Recea                   |                                                                | Încarcă foto \| video | Raportează eroare |
| IS-I-m-B-03522.01 (RAN: 96682.03.05)               | Așezare                                                          | sat Băiceni; comuna Cucuteni             | „Dâmbul lui Pletosu”, la cca. 200 m NNV de sat, pe vârful unui mamelon aflat pe malul drept al pârâului Recea                   | sec. XVI - XVII, Epoca medievală                               | Încarcă foto \| video | Raportează eroare |
| IS-I-m-B-03522.02                                  | Așezare                                                          | sat Băiceni; comuna Cucuteni             | „Dâmbul lui Pletosu”, la cca. 200 m NNV de sat, pe vârful unui mamelon aflat pe malul drept al pârâului Recea                   | sec. IX - X, Epoca medieval timpurie                           | Încarcă foto \| video | Raportează eroare |
| IS-I-m-B-03522.03 (RAN: 96682.03.04)               | Așezare                                                          | sat Băiceni; comuna Cucuteni             | „Dâmbul lui Pletosu”, la cca. 200 m NNV de sat, pe vârful unui mamelon aflat pe malul drept al pârâului Recea                   | sec. IV p.Chr, Epoca post-romană                               | Încarcă foto \| video | Raportează eroare |
| IS-I-m-B-03522.04 (RAN: 96682.03.03)               | Așezare                                                          | sat Băiceni; comuna Cucuteni             | „Dâmbul lui Pletosu”, la cca. 200 m NNV de sat, pe vârful unui mamelon aflat pe malul drept al pârâului Recea                   | sec. I - II p. Chr., Epoca daco-romană                         | Încarcă foto \| video | Raportează eroare |
| IS-I-m-B-03522.05 (RAN: 96682.03.02)               | Așezare                                                          | sat Băiceni; comuna Cucuteni             | „Dâmbul lui Pletosu”, la cca. 200 m NNV de sat, pe vârful unui mamelon aflat pe malul drept al pârâului Recea                   | Eneolitic, cultura Cucuteni, faza A                            | Încarcă foto \| video | Raportează eroare |
| IS-I-s-A-03523 (RAN: 96682.04)                     | Situl arheologic de la Băiceni, punct „Dâmbul Morii”             | sat Băiceni; comuna Cucuteni             | „Dâmbul Morii”, la marginea de NV a satului                                                                                     | Eneolitic, cultura Cucuteni, faza AB                           | Încarcă foto \| video | Raportează eroare |
| IS-I-s-B-03524 (RAN: 96682.05)                     | Situl arheologic de la Băiceni, punct „Grădina lui Pascal”       | sat Băiceni; comuna Cucuteni             | „Grădina lui Pascal”, pe malul stâng al pârâului Recea, în partea de ENE a satului                                              |                                                                | Încarcă foto \| video | Raportează eroare |
| IS-I-m-B-03524.01 (RAN: 96682.05.02)               | Așezare                                                          | sat Băiceni; comuna Cucuteni             | „Grădina lui Pascal”, pe malul stâng al pârâului Recea, în partea de ENE a satului                                              | sec. XVII – XVIII, Epoca medievală                             | Încarcă foto \| video | Raportează eroare |
| IS-I-m-B-03524.02 (RAN: 96682.05.03)               | Așezare                                                          | sat Băiceni; comuna Cucuteni             | „Grădina lui Pascal”, pe malul stâng al pârâului Recea, în partea de ENE a satului                                              | sec. IX - X, Epoca medieval timpurie                           | Încarcă foto \| video | Raportează eroare |
| IS-I-m-B-03524.03 (RAN: 96682.05.01)               | Așezare                                                          | sat Băiceni; comuna Cucuteni             | „Grădina lui Pascal”, pe malul stâng al pârâului Recea, în partea de ENE a satului                                              | sf. sec. VIII p. Chr., Epoca medieval timpurie                 | Încarcă foto \| video | Raportează eroare |
| IS-I-s-B-03525 (RAN: 96682.06)                     | Situl arheologic de la Băiceni, punct „Mlada”                    | sat Băiceni; comuna Cucuteni             | „Mlada”, la 1,5 km SV de sat, la marginea de S a platoului Laiu                                                                 |                                                                | Încarcă foto \| video | Raportează eroare |
| IS-I-m-B-03525.01 (RAN: 96682.06.02)               | Așezare                                                          | sat Băiceni; comuna Cucuteni             | „Mlada”, la 1,5 km SV de sat, la marginea de S a platoului Laiu                                                                 | sec. III - I a. Chr., Latène                                   | Încarcă foto \| video | Raportează eroare |
| IS-I-m-B-03525.02 (RAN: 96682.06.01)               | Așezare                                                          | sat Băiceni; comuna Cucuteni             | „Mlada”, la 1,5 km SV de sat, la marginea de S a platoului Laiu                                                                 | sec. IV - III a. Chr., Latène                                  | Încarcă foto \| video | Raportează eroare |
| IS-I-s-B-03526 (RAN: 96682.07)                     | Situl arheologic de la Băiceni, punct „Siliște”                  | sat Băiceni; comuna Cucuteni             | „Siliște”, la cca. 500 m N-NV de sat, pe malul drept al pârâului Recea                                                          |                                                                | Încarcă foto \| video | Raportează eroare |
| IS-I-m-B-03526.01 (RAN: 96682.07.04)               | Așezare                                                          | sat Băiceni; comuna Cucuteni             | „Siliște”, la cca. 500 m N-NV de sat, pe malul drept al pârâului Recea                                                          | sec. XIV - XVII, Epoca medievală                               | Încarcă foto \| video | Raportează eroare |
| IS-I-m-B-03526.02 (RAN: 96682.07.03)               | Așezare                                                          | sat Băiceni; comuna Cucuteni             | „Siliște”, la cca. 500 m N-NV de sat, pe malul drept al pârâului Recea                                                          | sec. VIII – X, Epoca medieval timpurie                         | Încarcă foto \| video | Raportează eroare |
| IS-I-m-B-03526.03 (RAN: 96682.07.02)               | Așezare                                                          | sat Băiceni; comuna Cucuteni             | „Siliște”, la cca. 500 m N-NV de sat, pe malul drept al pârâului Recea                                                          | sec. IV p.Chr, Epoca daco-romană                               | Încarcă foto \| video | Raportează eroare |
| IS-I-m-B-03526.04 (RAN: 96682.07.01)               | Așezare                                                          | sat Băiceni; comuna Cucuteni             | „Siliște”, la cca. 500 m N-NV de sat, pe malul drept al pârâului Recea                                                          | sec. II - III p. Chr., Epoca romană                            | Încarcă foto \| video | Raportează eroare |
| IS-I-s-B-03527 (RAN: 95809.01)                     | Situl arheologic de la Bălțați, punct „Dealul Mândra”            | sat Bălțați; comuna Bălțați              | „Dealul Mândra”, la 1,5 km NE de sat                                                                                            |                                                                | Încarcă foto \| video | Raportează eroare |
| IS-I-m-B-03527.01 (RAN: 95809.01.02)               | Așezare                                                          | sat Bălțați; comuna Bălțați              | „Dealul Mândra”, la 1,5 km NE de sat                                                                                            | Epoca bronzului târziu, cultura Noua                           | Încarcă foto \| video | Raportează eroare |
| IS-I-m-B-03527.02 (RAN: 95809.01.01)               | Așezare                                                          | sat Bălțați; comuna Bălțați              | „Dealul Mândra”, la 1,5 km NE de sat                                                                                            | Eneolitic, cultura Cucuteni, faza A                            | Încarcă foto \| video | Raportează eroare |
| IS-I-s-B-03528 (RAN: 95809.02)                     | Situl arheologic de la Bălțați, punct „Podeț”                    | sat Bălțați; comuna Bălțați              | „La Podeț”, la cca. 1 km S de sat, pe terasa inferioară a râului Bahlueț, lângă podețul de CF                                   |                                                                | Încarcă foto \| video | Raportează eroare |
| IS-I-m-B-03528.01 (RAN: 95809.02.08)               | Așezare                                                          | sat Bălțați; comuna Bălțați              | „La Podeț”, la cca. 1 km S de sat, pe terasa inferioară a râului Bahlueț, lângă podețul de CF                                   | sec. XVII – XVIII, Epoca medievală                             | Încarcă foto \| video | Raportează eroare |
| IS-I-m-B-03528.02 (RAN: 95809.02.07)               | Așezare                                                          | sat Bălțați; comuna Bălțați              | „La Podeț”, la cca. 1 km S de sat, pe terasa inferioară a râului Bahlueț, lângă podețul de CF                                   | sec. XV – XVI, Epoca medievală                                 | Încarcă foto \| video | Raportează eroare |
| IS-I-m-B-03528.03 (RAN: 95809.02.06)               | Așezare                                                          | sat Bălțați; comuna Bălțați              | „La Podeț”, la cca. 1 km S de sat, pe terasa inferioară a râului Bahlueț, lângă podețul de CF                                   | sec. XII – XIII, Epoca medieval timpurie                       | Încarcă foto \| video | Raportează eroare |
| IS-I-m-B-03528.04 (RAN: 95809.02.05)               | Așezare                                                          | sat Bălțați; comuna Bălțați              | „La Podeț”, la cca. 1 km S de sat, pe terasa inferioară a râului Bahlueț, lângă podețul de CF                                   | sec. VIII – IX, Epoca medieval timpurie                        | Încarcă foto \| video | Raportează eroare |
| IS-I-m-B-03528.05 (RAN: 95809.02.04)               | Așezare                                                          | sat Bălțați; comuna Bălțați              | „La Podeț”, la cca. 1 km S de sat, pe terasa inferioară a râului Bahlueț, lângă podețul de CF                                   | sec. IV p.Chr, Epoca daco-romană                               | Încarcă foto \| video | Raportează eroare |
| IS-I-m-B-03528.06 (RAN: 95809.02.03)               | Așezare                                                          | sat Bălțați; comuna Bălțați              | „La Podeț”, la cca. 1 km S de sat, pe terasa inferioară a râului Bahlueț, lângă podețul de CF                                   | Hallstatt                                                      | Încarcă foto \| video | Raportează eroare |
| IS-I-m-B-03528.07 (RAN: 95809.02.02)               | Așezare                                                          | sat Bălțați; comuna Bălțați              | „La Podeț”, la cca. 1 km S de sat, pe terasa inferioară a râului Bahlueț, lângă podețul de CF                                   | Epoca bronzului târziu, cultura Noua                           | Încarcă foto \| video | Raportează eroare |
| IS-I-m-B-03528.08 (RAN: 95809.02.01)               | Așezare                                                          | sat Bălțați; comuna Bălțați              | „La Podeț”, la cca. 1 km S de sat, pe terasa inferioară a râului Bahlueț, lângă podețul de CF                                   | Neolitic, cultura Starčevo-Criș                                | Încarcă foto \| video | Raportează eroare |
| IS-I-s-B-03529 (RAN: 95809.03)                     | Situl arheologic de la Bălțați, punct „Cantoanele CFR”           | sat Bălțați; comuna Bălțați              | Zona cantoanelor CFR 38-39 |                                                                | Încarcă foto \| video | Raportează eroare |
| IS-I-m-B-03529.01 (RAN: 95809.03.09)               | Așezare                                                          | sat Bălțați; comuna Bălțați              | Zona cantoanelor CFR 38-39 | sec. XI - XIII, Epoca medieval timpurie                        | Încarcă foto \| video | Raportează eroare |
| IS-I-m-B-03529.02 (RAN: 95809.03.08)               | Așezare                                                          | sat Bălțați; comuna Bălțați              | Zona cantoanelor CFR 38-39 | sec. X – XI, Epoca medieval timpurie                           | Încarcă foto \| video | Raportează eroare |
| IS-I-m-B-03529.03 (RAN: 95809.03.07)               | Așezare                                                          | sat Bălțați; comuna Bălțați              | Zona cantoanelor CFR 38-39 | sec. VIII – IX, Epoca medieval timpurie                        | Încarcă foto \| video | Raportează eroare |
| IS-I-m-B-03529.04 (RAN: 95809.03.06)               | Așezare                                                          | sat Bălțați; comuna Bălțați              | Zona cantoanelor CFR 38-39 | sec. VI - VII, Epoca medieval timpurie                         | Încarcă foto \| video | Raportează eroare |
| IS-I-m-B-03529.05 (RAN: 95809.03.05)               | Așezare                                                          | sat Bălțați; comuna Bălțați              | Zona cantoanelor CFR 38-39 | sec. IV p.Chr, Epoca daco-romană                               | Încarcă foto \| video | Raportează eroare |
| IS-I-m-B-03529.06 (RAN: 95809.03.04)               | Așezare                                                          | sat Bălțați; comuna Bălțați              | Zona cantoanelor CFR 38-39 | Hallstatt mijlociu                                             | Încarcă foto \| video | Raportează eroare |
| IS-I-m-B-03529.07 (RAN: 95809.03.03)               | Așezare                                                          | sat Bălțați; comuna Bălțați              | Zona cantoanelor CFR 38-39 | Epoca bronzului târziu, cultura Noua                           | Încarcă foto \| video | Raportează eroare |
| IS-I-m-B-03529.08 (RAN: 95809.03.11)               | Așezare                                                          | sat Bălțați; comuna Bălțați              | Zona cantoanelor CFR 38-39 | Eneolitic, cultura Cucuteni, faza B                            | Încarcă foto \| video | Raportează eroare |
| IS-I-m-B-03529.09 (RAN: 95809.03.02)               | Așezare                                                          | sat Bălțați; comuna Bălțați              | Zona cantoanelor CFR 38-39 | Eneolitic, cultura Cucuteni, faza AB                           | Încarcă foto \| video | Raportează eroare |
| IS-I-m-B-03529.10 (RAN: 95809.03.10)               | Așezare                                                          | sat Bălțați; comuna Bălțați              | Zona cantoanelor CFR 38-39 | Eneolitic, cultura Cucuteni, faza A                            | Încarcă foto \| video | Raportează eroare |
| IS-I-m-B-03529.11 (RAN: 95809.03.01)               | Așezare                                                          | sat Bălțați; comuna Bălțați              | Zona cantoanelor CFR 38-39 | Neolitic, cultura Starčevo-Criș                                | Încarcă foto \| video | Raportează eroare |
| IS-I-s-B-03530 (RAN: 96691.01)                     | Situl arheologic de la Bărbătești, punct „Tarlaua Grajd”         | sat Bărbătești; comuna Cucuteni          | „Tarlaua Grajd”, la marginea de E a satului, lângă garajul fostului CAP, pe malul stâng al pârâului Pietrosul                   |                                                                | Încarcă foto \| video | Raportează eroare |
| IS-I-m-B-03530.01 (RAN: 96691.01.05)               | Vatra medievală a satului Bărbătești                             | sat Bărbătești; comuna Cucuteni          | „Tarlaua Grajd”, la marginea de E a satului, lângă garajul fostului CAP, pe malul stâng al pârâului Pietrosul                   | sec. XV, Epoca medievală                                       | Încarcă foto \| video | Raportează eroare |
| IS-I-m-B-03530.02 (RAN: 96691.01.06)               | Așezare                                                          | sat Bărbătești; comuna Cucuteni          | „Tarlaua Grajd”, la marginea de E a satului, lângă garajul fostului CAP, pe malul stâng al pârâului Pietrosul                   | sec. IV p.Chr, Epoca daco-romană                               | Încarcă foto \| video | Raportează eroare |
| IS-I-m-B-03530.03 (RAN: 96691.01.04)               | Așezare                                                          | sat Bărbătești; comuna Cucuteni          | „Tarlaua Grajd”, la marginea de E a satului, lângă garajul fostului CAP, pe malul stâng al pârâului Pietrosul                   | sec. II – III p. Chr., Epoca romană                            | Încarcă foto \| video | Raportează eroare |
| IS-I-m-B-03530.04 (RAN: 96691.01.02)               | Așezare                                                          | sat Bărbătești; comuna Cucuteni          | „Tarlaua Grajd”, la marginea de E a satului, lângă garajul fostului CAP, pe malul stâng al pârâului Pietrosul                   | sec. V - IV a. Chr., Hallstatt                                 | Încarcă foto \| video | Raportează eroare |
| IS-I-m-B-03530.05 (RAN: 96691.01.03)               | Așezare                                                          | sat Bărbătești; comuna Cucuteni          | „Tarlaua Grajd”, la marginea de E a satului, lângă garajul fostului CAP, pe malul stâng al pârâului Pietrosul                   | Latène                                                         | Încarcă foto \| video | Raportează eroare |
| IS-I-m-B-03530.06 (RAN: 96691.01.01)               | Așezare                                                          | sat Bărbătești; comuna Cucuteni          | „Tarlaua Grajd”, la marginea de E a satului, lângă garajul fostului CAP, pe malul stâng al pârâului Pietrosul                   | Eneolitic, cultura Cucuteni                                    | Încarcă foto \| video | Raportează eroare |
| IS-I-s-B-03531 (RAN: 97580.01)                     | Situl arheologic de la Bâcu, punct „Doschina”                    | sat Bâcu; comuna Ipatele                 | „Doschina”, la cca. 1 km NE de sat, între pârâul Stavnic și drumul spre sat Cioca - Boca, com. Șcheia                           |                                                                | Încarcă foto \| video | Raportează eroare |
| IS-I-s-B-03531.01                                  | Așezare                                                          | sat Bâcu; comuna Ipatele                 | „Doschina”, la cca. 1 km NE de sat, între pârâul Stavnic și drumul spre sat Cioca - Boca, com. Șcheia                           | sec. III - IV p. Chr., Epoca daco-romană                       | Încarcă foto \| video | Raportează eroare |
| IS-I-m-B-03531.02 (RAN: 97580.01.01)               | Așezare                                                          | sat Bâcu; comuna Ipatele                 | „Doschina”, la cca. 1 km NE de sat, între pârâul Stavnic și drumul spre sat Cioca - Boca, com. Șcheia                           | Latène, cultura geto-dacică                                    | Încarcă foto \| video | Raportează eroare |
| IS-I-s-B-03532 (RAN: 97580.02)                     | Situl arheologic de la Bâcu, punct „Beci”                        | sat Bâcu; comuna Ipatele                 | „Pe Beci”, la 500 m E de sat, pe malul stâng al pârâului Stavnic și pe dreapta drumului spre satul Frenciugi, com. Șcheia       |                                                                | Încarcă foto \| video | Raportează eroare |
| IS-I-m-B-03532.01 (RAN: 97580.02.05)               | Așezare                                                          | sat Bâcu; comuna Ipatele                 | „Pe Beci”, la 500 m E de sat, pe malul stâng al pârâului Stavnic și pe dreapta drumului spre satul Frenciugi, com. Șcheia       | sec. XVI - XVII, Epoca medievală                               | Încarcă foto \| video | Raportează eroare |
| IS-I-m-B-03532.02 (RAN: 97580.02.04)               | Așezare                                                          | sat Bâcu; comuna Ipatele                 | „Pe Beci”, la 500 m E de sat, pe malul stâng al pârâului Stavnic și pe dreapta drumului spre satul Frenciugi, com. Șcheia       | sec. V - VI, Epoca migrațiilor                                 | Încarcă foto \| video | Raportează eroare |
| IS-I-m-B-03532.03 (RAN: 97580.02.03)               | Așezare                                                          | sat Bâcu; comuna Ipatele                 | „Pe Beci”, la 500 m E de sat, pe malul stâng al pârâului Stavnic și pe dreapta drumului spre satul Frenciugi, com. Șcheia       | sec. IV p.Chr, Epoca daco-romană                               | Încarcă foto \| video | Raportează eroare |
| IS-I-m-B-03532.04 (RAN: 97580.02.02)               | Așezare                                                          | sat Bâcu; comuna Ipatele                 | „Pe Beci”, la 500 m E de sat, pe malul stâng al pârâului Stavnic și pe dreapta drumului spre satul Frenciugi, com. Șcheia       | sec. II – III p. Chr., Latène târziu                           | Încarcă foto \| video | Raportează eroare |
| IS-I-m-B-03532.05 (RAN: 97580.02.01)               | Așezare                                                          | sat Bâcu; comuna Ipatele                 | „Pe Beci”, la 500 m E de sat, pe malul stâng al pârâului Stavnic și pe dreapta drumului spre satul Frenciugi, com. Șcheia       | Epoca bronzului târziu, cultura Noua                           | Încarcă foto \| video | Raportează eroare |
| IS-I-s-B-03533                                     | Situl arheologic de la Bârlești, punct „La Curtea Boierească”    | sat Bârlești; comuna Erbiceni            | „la Curtea Boierească”, în vatra satului                                                                                        |                                                                | Încarcă foto \| video | Raportează eroare |
| IS-I-m-B-03533.01                                  | Așezare                                                          | sat Bârlești; comuna Erbiceni            | „la Curtea Boierească”, în vatra satului                                                                                        | sec. XVI - XVII, Epoca medievală                               | Încarcă foto \| video | Raportează eroare |
| IS-I-m-B-03533.02                                  | Așezare                                                          | sat Bârlești; comuna Erbiceni            | „la Curtea Boierească”, în vatra satului                                                                                        | sec. IV p.Chr, Epoca daco-romană                               | Încarcă foto \| video | Raportează eroare |
| IS-I-m-B-03533.03                                  | Așezare                                                          | sat Bârlești; comuna Erbiceni            | „la Curtea Boierească”, în vatra satului                                                                                        | sec. III - I a. Chr., Latène                                   | Încarcă foto \| video | Raportează eroare |
| IS-I-m-B-03533.04                                  | Așezare                                                          | sat Bârlești; comuna Erbiceni            | „la Curtea Boierească”, în vatra satului                                                                                        | Epoca bronzului târziu, cultura Noua                           | Încarcă foto \| video | Raportează eroare |
| IS-I-m-B-03533.05                                  | Așezare                                                          | sat Bârlești; comuna Erbiceni            | „la Curtea Boierească”, în vatra satului                                                                                        | Eneolitic, cultura Cucuteni, faza B                            | Încarcă foto \| video | Raportează eroare |
| IS-I-s-B-03534 (RAN: 97027.02)                     | Situl arheologic de la Bârlești, punct „Pepinieră”               | sat Bârlești; comuna Erbiceni            | „la Pepinieră”, la 1 km Se de sat, la poalele Dealului Țintei                                                                   |                                                                | Încarcă foto \| video | Raportează eroare |
| IS-I-m-B-03534.01 (RAN: 97027.02.06)               | Așezare                                                          | sat Bârlești; comuna Erbiceni            | „la Pepinieră”, la 1 km Se de sat, la poalele Dealului Țintei                                                                   | sec. XI - XIII, Epoca medieval timpurie                        | Încarcă foto \| video | Raportează eroare |
| IS-I-m-B-03534.02 (RAN: 97027.02.05)               | Așezare                                                          | sat Bârlești; comuna Erbiceni            | „la Pepinieră”, la 1 km Se de sat, la poalele Dealului Țintei                                                                   | sec. IV p.Chr, Epoca daco-romană                               | Încarcă foto \| video | Raportează eroare |
| IS-I-m-B-03534.03 (RAN: 97027.02.03)               | Așezare                                                          | sat Bârlești; comuna Erbiceni            | „la Pepinieră”, la 1 km Se de sat, la poalele Dealului Țintei                                                                   | Eneolitic final, cultura Horodiștea – Erbiceni                 | Încarcă foto \| video | Raportează eroare |
| IS-I-m-B-03534.04 (RAN: 97027.02.02)               | Așezare                                                          | sat Bârlești; comuna Erbiceni            | „la Pepinieră”, la 1 km Se de sat, la poalele Dealului Țintei                                                                   | Eneolitic, cultura Cucuteni                                    | Încarcă foto \| video | Raportează eroare |
| IS-I-m-B-03534.05 (RAN: 97027.02.01)               | Așezare                                                          | sat Bârlești; comuna Erbiceni            | „la Pepinieră”, la 1 km Se de sat, la poalele Dealului Țintei                                                                   | Eneolitic, cultura Precucuteni                                 | Încarcă foto \| video | Raportează eroare |
| IS-I-m-B-03534.06 (RAN: 97027.02.04)               | Așezare                                                          | sat Bârlești; comuna Erbiceni            | „la Pepinieră”, la 1 km Se de sat, la poalele Dealului Țintei                                                                   | Epoca bronzului târziu, cultura Noua                           | Încarcă foto \| video | Raportează eroare |
| IS-I-s-B-03535 (RAN: 168461.01)                    | Situl arheologic de la Belcești, punct „Dealul Rușilor”          | sat Belcești; comuna Belcești            | „Dealul Rușilor” sau „La Imaș”, marginea de E a satului                                                                         |                                                                | Încarcă foto \| video | Raportează eroare |
| IS-I-m-B-03535.01 (RAN: 168461.01.04)              | Așezare                                                          | sat Belcești; comuna Belcești            | „Dealul Rușilor” sau „La Imaș”, la marginea de E a satului                                                                      | sec. XVII - XVIII, Epoca medievală                             | Încarcă foto \| video | Raportează eroare |
| IS-I-m-B-03535.02 (RAN: 168461.01.03)              | Așezare                                                          | sat Belcești; comuna Belcești            | „Dealul Rușilor” sau „La Imaș”, la marginea de E a satului                                                                      | sec. XI – XII, Epoca medieval timpurie                         | Încarcă foto \| video | Raportează eroare |
| IS-I-m-B-03535.03 (RAN: 168461.01.02)              | Așezare                                                          | sat Belcești; comuna Belcești            | „Dealul Rușilor” sau „La Imaș”, la marginea de E a satului                                                                      | sec. IV p.Chr, Epoca daco-romană                               | Încarcă foto \| video | Raportează eroare |
| IS-I-m-B-03535.04 (RAN: 168461.01.01)              | Așezare                                                          | sat Belcești; comuna Belcești            | „Dealul Rușilor” sau „La Imaș”, la marginea de E a satului                                                                      | Neolitic, cultura Starčevo-Criș                                | Încarcă foto \| video | Raportează eroare |
| IS-I-s-B-03536                                     | Situl arheologic de la Belcești, punct „Săraturi”                | sat Belcești; comuna Belcești            | „La Săraturi”, la cca. 3 km SE de sat, pe Dealul Scarchilor, în Valea Morii, pe podiș                                           |                                                                | Încarcă foto \| video | Raportează eroare |
| IS-I-m-B-03536.01 (RAN: 168461.02.07)              | Așezare                                                          | sat Belcești; comuna Belcești            | „La Săraturi”, la cca. 3 km SE de sat, pe Dealul Scarchilor, în Valea Morii, pe podiș                                           | sec. XVII - XVIII, Epoca medievală                             | Încarcă foto \| video | Raportează eroare |
| IS-I-m-B-03536.02 (RAN: 168461.02.06)              | Așezare                                                          | sat Belcești; comuna Belcești            | „La Săraturi”, la cca. 3 km SE de sat, pe Dealul Scarchilor, în Valea Morii, pe podiș                                           | sec. XVI, Epoca medievală                                      | Încarcă foto \| video | Raportează eroare |
| IS-I-m-B-03536.03 (RAN: 168461.02.05)              | Așezare                                                          | sat Belcești; comuna Belcești            | „La Săraturi”, la cca. 3 km SE de sat, pe Dealul Scarchilor, în Valea Morii, pe podiș                                           | sec. XV, Epoca medievală                                       | Încarcă foto \| video | Raportează eroare |
| IS-I-m-B-03536.04 (RAN: 168461.02.04)              | Așezare                                                          | sat Belcești; comuna Belcești            | „La Săraturi”, la cca. 3 km SE de sat, pe Dealul Scarchilor, în Valea Morii, pe podiș                                           | sec. XI – XII, Epoca medieval timpurie                         | Încarcă foto \| video | Raportează eroare |
| IS-I-m-B-03536.05 (RAN: 168461.02.03)              | Așezare                                                          | sat Belcești; comuna Belcești            | „La Săraturi”, la cca. 3 km SE de sat, pe Dealul Scarchilor, în Valea Morii, pe podiș                                           | sec. X – XI, Epoca medieval timpurie                           | Încarcă foto \| video | Raportează eroare |
| IS-I-m-B-03536.06 (RAN: 168461.02.02)              | Așezare                                                          | sat Belcești; comuna Belcești            | „La Săraturi”, la cca. 3 km SE de sat, pe Dealul Scarchilor, în Valea Morii, pe podiș                                           | sec. II – III p. Chr., Epoca romană                            | Încarcă foto \| video | Raportează eroare |
| IS-I-m-B-03536.07 (RAN: 168461.02.01)              | Așezare                                                          | sat Belcești; comuna Belcești            | „La Săraturi”, la cca. 3 km SE de sat, pe Dealul Scarchilor, în Valea Morii, pe podiș                                           | Epoca bronzului târziu, cultura Noua                           | Încarcă foto \| video | Raportează eroare |
| IS-I-s-B-03537 (RAN: 168461.04, 95907.01)          | Situl arheologic de la Belcești, punct „Coasta Hucului”          | sat Belcești; comuna Belcești            | „Coasta Hucului”, la marginea de SV a satului, pe partea dreaptă a barajului dintre iazurile Plopi și Huc, pe o lungime de 1 km |                                                                | Încarcă foto \| video | Raportează eroare |
| IS-I-m-B-03537.01 (RAN: 168461.04.01, 95907.01.01) | Așezare                                                          | sat Belcești; comuna Belcești            | „Coasta Hucului”, la marginea de SV a satului, pe partea dreaptă a barajului dintre iazurile Plopi și Huc, pe o lungime de 1 km | sec. XV, Epoca medievală                                       | Încarcă foto \| video | Raportează eroare |
| IS-I-m-B-03537.02 (RAN: 95907.01.02)               | Așezare                                                          | sat Belcești; comuna Belcești            | „Coasta Hucului”, la marginea de SV a satului, pe partea dreaptă a barajului dintre iazurile Plopi și Huc, pe o lungime de 1 km | sec. XIV – XV, Epoca medievală                                 | Încarcă foto \| video | Raportează eroare |
| IS-I-m-B-03537.03 (RAN: 168461.04.03, 95907.01.03) | Așezare                                                          | sat Belcești; comuna Belcești            | „Coasta Hucului”, la marginea de SV a satului, pe partea dreaptă a barajului dintre iazurile Plopi și Huc, pe o lungime de 1 km | sec. XI – XII, Epoca medieval timpurie                         | Încarcă foto \| video | Raportează eroare |
| IS-I-m-B-03537.04 (RAN: 168461.04.04, 95907.01.04) | Așezare                                                          | sat Belcești; comuna Belcești            | „Coasta Hucului”, la marginea de SV a satului, pe partea dreaptă a barajului dintre iazurile Plopi și Huc, pe o lungime de 1 km | sec. X – XI, Epoca medieval timpurie                           | Încarcă foto \| video | Raportează eroare |
| IS-I-s-B-03538 (RAN: 95907.02, 168461.05)          | Situl arheologic de la Belcești, punct „Dealul Hucului la Sondă” | sat Belcești; comuna Belcești            | „Dealul Hucului la Sondă”, la cca. 2,5 km SSE de sat, pe interfluviul dintre râul Bahlui și pârâul Huc                          |                                                                | Încarcă foto \| video | Raportează eroare |
| IS-I-m-B-03538.01 (RAN: 168461.05.01, 95907.02.06) | Așezare                                                          | sat Belcești; comuna Belcești            | „Dealul Hucului la Sondă”, la cca. 2,5 km SSE de sat, pe interfluviul dintre râul Bahlui și pârâul Huc                          | sec. XI - XII, Epoca medieval timpurie                         | Încarcă foto \| video | Raportează eroare |
| IS-I-m-B-03538.02 (RAN: 168461.05.02, 95907.02.05) | Așezare                                                          | sat Belcești; comuna Belcești            | „Dealul Hucului la Sondă”, la cca. 2,5 km SSE de sat, pe interfluviul dintre râul Bahlui și pârâul Huc                          | Hallstatt                                                      | Încarcă foto \| video | Raportează eroare |
| IS-I-m-B-03538.03 (RAN: 168461.05.03, 95907.02.04) | Așezare                                                          | sat Belcești; comuna Belcești            | „Dealul Hucului la Sondă”, la cca. 2,5 km SSE de sat, pe interfluviul dintre râul Bahlui și pârâul Huc                          | Epoca bronzului târziu, cultura Noua                           | Încarcă foto \| video | Raportează eroare |
| IS-I-m-B-03538.04 (RAN: 168461.05.04, 95907.02.03) | Așezare                                                          | sat Belcești; comuna Belcești            | „Dealul Hucului la Sondă”, la cca. 2,5 km SSE de sat, pe interfluviul dintre râul Bahlui și pârâul Huc                          | Eneolitic, cultura Cucuteni                                    | Încarcă foto \| video | Raportează eroare |
| IS-I-m-B-03538.05 (RAN: 168461.05.05, 95907.02.02) | Așezare                                                          | sat Belcești; comuna Belcești            | „Dealul Hucului la Sondă”, la cca. 2,5 km SSE de sat, pe interfluviul dintre râul Bahlui și pârâul Huc                          | Eneolitic, cultura Precucuteni                                 | Încarcă foto \| video | Raportează eroare |
| IS-I-m-B-03538.06 (RAN: 168461.05.06, 95907.02.01) | Așezare                                                          | sat Belcești; comuna Belcești            | „Dealul Hucului la Sondă”, la cca. 2,5 km SSE de sat, pe interfluviul dintre râul Bahlui și pârâul Huc                          | Neolitic, cultura Starčevo-Criș                                | Încarcă foto \| video | Raportează eroare |
| IS-I-s-B-03539                                     | Situl arheologic de la Blăgești                                  | localitatea Blăgești; municipiul Pașcani | la 2 km NNV de sat, în cotul râului, pe malul stâng                                                                             |                                                                | Încarcă foto \| video | Raportează eroare |
| IS-I-m-B-03539.01 (RAN: 95417.01.01)               | Așezare                                                          | localitatea Blăgești; municipiul Pașcani | la 2 km NNV de sat, în cotul râului, pe malul stâng                                                                             | Epoca medievală                                                | Încarcă foto \| video | Raportează eroare |
| IS-I-m-B-03539.02 (RAN: 95417.01.03)               | Așezare                                                          | localitatea Blăgești; municipiul Pașcani | la 2 km NNV de sat, în cotul râului, pe malul stâng                                                                             | Eneolitic, cultura Cucuteni, faza A                            | Încarcă foto \| video | Raportează eroare |
| IS-I-s-B-03540 (RAN: 96744.01)                     | Situl arheologic de la Boatca, punct „Cetatea Mare”              | sat Boatca; comuna Dagâța                | „Cetatea Mare” („Cetatea Gârbești”), la cca. 3 km NNE de sat, la granițacucom. Țibana                                           | Eneolitic, cultura Cucuteni, faza A                            | Încarcă foto \| video | Raportează eroare |
| IS-I-s-B-03541 (RAN: 98943.01)                     | Situl arheologic de la Borosești                                 | sat Boroșești; comuna Scânteia           | „Cujbă”, la cca. 1 km N de sat, pe pantele vestice ale Dealului Cujbă                                                           |                                                                | Încarcă foto \| video | Raportează eroare |
| IS-I-m-B-03541.01                                  | Așezare                                                          | sat Boroșești; comuna Scânteia           | „Cujbă”, la cca. 1 km N de sat, pe pantele vestice ale Dealului Cujbă                                                           | sec. XIII, Epoca medieval timpurie                             | Încarcă foto \| video | Raportează eroare |
| IS-I-m-B-03541.02                                  | Așezare                                                          | sat Boroșești; comuna Scânteia           | „Cujbă”, la cca. 1 km N de sat, pe pantele vestice ale Dealului Cujbă                                                           | sec. XI – XII, Epoca medieval timpurie                         | Încarcă foto \| video | Raportează eroare |
| IS-I-m-B-03541.03                                  | Așezare                                                          | sat Boroșești; comuna Scânteia           | „Cujbă”, la cca. 1 km N de sat, pe pantele vestice ale Dealului Cujbă                                                           | Eneolitic final, cultura Horodiștea – Erbiceni                 | Încarcă foto \| video | Raportează eroare |
| IS-I-s-B-03542 (RAN: 98943.02)                     | Situl arheologic de la Borosești, punct „Pe Lesa”                | sat Boroșești; comuna Scânteia           | „Pe Lesa” (Dealul Borosești), la cca. 500 m V de sat, pe versantul sudic al Dealului Boroseștilor                               |                                                                | Încarcă foto \| video | Raportează eroare |
| IS-I-m-B-03542.01                                  | Așezare                                                          | sat Boroșești; comuna Scânteia           | „Pe Lesa” (Dealul Borosești), la cca. 500 m V de sat, pe versantul sudic al Dealului Boroseștilor                               | sec. XVII - XVIII, Epoca medievală                             | Încarcă foto \| video | Raportează eroare |
| IS-I-m-B-03542.02                                  | Așezare                                                          | sat Boroșești; comuna Scânteia           | „Pe Lesa” (Dealul Borosești), la cca. 500 m V de sat, pe versantul sudic al Dealului Boroseștilor                               | sec. IV p. Chr. și VI, Epoca medieval timpurie                 | Încarcă foto \| video | Raportează eroare |
| IS-I-m-B-03542.03                                  | Necropolă                                                        | sat Boroșești; comuna Scânteia           | „Pe Lesa” (Dealul Borosești), la cca. 500 m V de sat, pe versantul sudic al Dealului Boroseștilor                               | sec. III-I a. Chr., Latène târziu, cultura Poienești-Lukașevka | Încarcă foto \| video | Raportează eroare |
| IS-I-m-B-03542.04                                  | Așezare                                                          | sat Boroșești; comuna Scânteia           | „Pe Lesa” (Dealul Borosești), la cca. 500 m V de sat, pe versantul sudic al Dealului Boroseștilor                               | sec. III-I a. Chr., Latène                                     | Încarcă foto \| video | Raportează eroare |
| IS-I-m-B-03542.05                                  | Așezare                                                          | sat Boroșești; comuna Scânteia           | „Pe Lesa” (Dealul Borosești), la cca. 500 m V de sat, pe versantul sudic al Dealului Boroseștilor                               | sec. IV - III a. Chr., Latène                                  | Încarcă foto \| video | Raportează eroare |
| IS-I-m-B-03542.06                                  | Așezare                                                          | sat Boroșești; comuna Scânteia           | „Pe Lesa” (Dealul Borosești), la cca. 500 m V de sat, pe versantul sudic al Dealului Boroseștilor                               | Eneolitic final, cultura Horodiștea – Erbiceni                 | Încarcă foto \| video | Raportează eroare |
| IS-I-s-B-03543                                     | Situl arheologic de la Boureni                                   | sat Boureni; comuna Balș                 | „Movila Căpățână”, la cca. 500 m S de sat                                                                                       |                                                                | Încarcă foto \| video | Raportează eroare |
| IS-I-m-B-03543.01 (RAN: 96922.01.07, 98248.01.03)  | Așezare                                                          | sat Boureni; comuna Balș                 | „Movila Căpățână”, la cca. 500 m S de sat                                                                                       | Latène                                                         | Încarcă foto \| video | Raportează eroare |
| IS-I-m-B-03543.02 (RAN: 96922.01.06, 98248.01.02)  | Așezare                                                          | sat Boureni; comuna Balș                 | „Movila Căpățână”, la cca. 500 m S de sat                                                                                       | Eneolitic, cultura Cucuteni, faza B                            | Încarcă foto \| video | Raportează eroare |
| IS-I-m-B-03543.03 (RAN: 96922.01.05, 98248.01.01)  | Așezare                                                          | sat Boureni; comuna Balș                 | „Movila Căpățână”, la cca. 500 m S de sat                                                                                       | Eneolitic, cultura Cucuteni, faza A                            | Încarcă foto \| video | Raportează eroare |
| IS-I-s-B-03544 (RAN: 96922.01)                     | Situl arheologic de la Brădicești, punct „Odaie”                 | sat Brădicești; comuna Dolhești          | „La Odaie”, la cca. 700 m SV de sat                                                                                             |                                                                | Încarcă foto \| video | Raportează eroare |
| IS-I-m-B-03544.01                                  | Așezare                                                          | sat Brădicești; comuna Dolhești          | „La Odaie”, la cca. 700 m SV de sat                                                                                             | sec. XV - XVI, Epoca medievală                                 | Încarcă foto \| video | Raportează eroare |
| IS-I-m-B-03544.02                                  | Așezare                                                          | sat Brădicești; comuna Dolhești          | „La Odaie”, la cca. 700 m SV de sat                                                                                             | sec. XI – XII, Epoca medieval timpurie                         | Încarcă foto \| video | Raportează eroare |
| IS-I-m-B-03544.03                                  | Așezare                                                          | sat Brădicești; comuna Dolhești          | „La Odaie”, la cca. 700 m SV de sat                                                                                             | sec. IV p.Chr, Epoca daco-romană                               | Încarcă foto \| video | Raportează eroare |
| IS-I-m-B-03544.04                                  | Așezare                                                          | sat Brădicești; comuna Dolhești          | „La Odaie”, la cca. 700 m SV de sat                                                                                             | sec. II - III p. Chr., Epoca romană                            | Încarcă foto \| video | Raportează eroare |
| IS-I-m-B-03544.05                                  | Așezare                                                          | sat Brădicești; comuna Dolhești          | „La Odaie”, la cca. 700 m SV de sat                                                                                             | sec. V - I a. Chr., Latène                                     | Încarcă foto \| video | Raportează eroare |
| IS-I-m-B-03544.06                                  | Așezare                                                          | sat Brădicești; comuna Dolhești          | „La Odaie”, la cca. 700 m SV de sat                                                                                             | sec. VI - V a. Chr., Hallstatt final                           | Încarcă foto \| video | Raportează eroare |
| IS-I-m-B-03544.07                                  | Așezare                                                          | sat Brădicești; comuna Dolhești          | „La Odaie”, la cca. 700 m SV de sat                                                                                             | Hallstatt, grupul Cozia                                        | Încarcă foto \| video | Raportează eroare |
| IS-I-m-B-03544.08                                  | Așezare                                                          | sat Brădicești; comuna Dolhești          | „La Odaie”, la cca. 700 m SV de sat                                                                                             | Neolitic, cultura Starčevo-Criș                                | Încarcă foto \| video | Raportează eroare |
| IS-I-s-B-03545 (RAN: 97946.01)                     | Situl arheologic de la Brătuleni, punct „Râpă”                   | sat Brătuleni; comuna Miroslava          | „La Râpă”, la cca. 1 km N de sat                                                                                                |                                                                | Încarcă foto \| video | Raportează eroare |
| IS-I-m-B-03545.01 (RAN: 97946.01.05)               | Așezare                                                          | sat Brătuleni; comuna Miroslava          | „La Râpă”, la cca. 1 km N de sat                                                                                                | sec. XV și XVII, Epoca medievală                               | Încarcă foto \| video | Raportează eroare |
| IS-I-m-B-03545.02 (RAN: 97946.01.04)               | Așezare                                                          | sat Brătuleni; comuna Miroslava          | „La Râpă”, la cca. 1 km N de sat                                                                                                | sec. VI – VII, Epoca migrațiilor                               | Încarcă foto \| video | Raportează eroare |
| IS-I-m-B-03545.03 (RAN: 97946.01.03)               | Așezare                                                          | sat Brătuleni; comuna Miroslava          | „La Râpă”, la cca. 1 km N de sat                                                                                                | sec. IV p.Chr, Epoca daco-romană                               | Încarcă foto \| video | Raportează eroare |
| IS-I-m-B-03545.04 (RAN: 97946.01.02)               | Așezare                                                          | sat Brătuleni; comuna Miroslava          | „La Râpă”, la cca. 1 km N de sat                                                                                                | Eneolitic final, cultura Horodiștea – Erbiceni                 | Încarcă foto \| video | Raportează eroare |
| IS-I-m-B-03545.05 (RAN: 97946.01.01)               | Așezare                                                          | sat Brătuleni; comuna Miroslava          | „La Râpă”, la cca. 1 km N de sat                                                                                                | Eneolitic, cultura Cucuteni                                    | Încarcă foto \| video | Raportează eroare |
| IS-I-s-B-03546 (RAN: 98970.03)                     | Așezare                                                          | sat Breazu; comuna Rediu                 | „Dealul Breazu” („La Salcâmi”), la cca. 300 m NE de sat, pe panta sudică a dealului Breazu                                      | Eneolitic final, cultura Horodiștea – Erbiceni                 | Încarcă foto \| video | Raportează eroare |
| IS-I-s-B-03547 (RAN: 96165.01)                     | Situl arheologic de la Buhalnița                                 | sat Buhalnița; comuna Ceplenița          | „Cetățuia”, la S și V de sat, la N de pârâul Buhalnița                                                                          |                                                                | Încarcă foto \| video | Raportează eroare |
| IS-I-m-B-03547.01 (RAN: 96165.01.06)               | Așezare                                                          | sat Buhalnița; comuna Ceplenița          | „Cetățuia”, la S și V de sat, la N de pârâul Buhalnița                                                                          | sec. XV - XVII, Epoca medievală                                | Încarcă foto \| video | Raportează eroare |
| IS-I-m-B-03547.02 (RAN: 96165.01.05)               | Așezare                                                          | sat Buhalnița; comuna Ceplenița          | „Cetățuia”, la S și V de sat, la N de pârâul Buhalnița                                                                          | sec. XI – XIII, Epoca medieval timpurie                        | Încarcă foto \| video | Raportează eroare |
| IS-I-m-B-03547.03 (RAN: 96165.01.04)               | Așezare                                                          | sat Buhalnița; comuna Ceplenița          | „Cetățuia”, la S și V de sat, la N de pârâul Buhalnița                                                                          | sec. VIII – IX, Epoca migrațiilor                              | Încarcă foto \| video | Raportează eroare |
| IS-I-m-B-03547.04 (RAN: 96165.01.03)               | Așezare                                                          | sat Buhalnița; comuna Ceplenița          | „Cetățuia”, la S și V de sat, la N de pârâul Buhalnița                                                                          | sec. II - III p. Chr., Epoca romană                            | Încarcă foto \| video | Raportează eroare |
| IS-I-m-B-03547.05 (RAN: 96165.01.01)               | Fortificație                                                     | sat Buhalnița; comuna Ceplenița          | „Cetățuia”, la S și V de sat, la N de pârâul Buhalnița                                                                          | Latène, cultura geto-dacică                                    | Încarcă foto \| video | Raportează eroare |
| IS-I-m-B-03547.06 (RAN: 96165.01.02)               | Necropola birituală                                              | sat Buhalnița; comuna Ceplenița          | „Cetățuia”, la S și V de sat, la N de pârâul Buhalnița                                                                          | sec. IV - III a. Chr. și sec. Ia. Chr-sec. Ip. Chr, Latène     | Încarcă foto \| video | Raportează eroare |
| IS-II-m-B-04099                                    | Biserica „Sf. Nicolae”                                           | sat Bâcu; comuna Ipatele                 | | 1789                                                           |                       | Raportează eroare |
| IS-II-m-B-04100                                    | Biserica „Buna Vestire”                                          | sat Bădeni; comuna Scobinți              | | 1849                                                           | Încarcă foto \| video | Raportează eroare |
| IS-II-m-B-04101                                    | Biserica de lemn „Sf. Treime”                                    | sat Băiceni; comuna Cucuteni             | | 1808                                                           | Alte imagini          | Raportează eroare |
| IS-II-a-A-04103 (RAN: 95097.01)                    | Mănăstirea Bârnova                                               | sat Bârnova; comuna Bârnova              | 47.0745°N 27.6276°E | 1626-1629                                                      | Alte imagini          | Raportează eroare |
| IS-II-m-A-04103.01                                 | Biserica „Sf. Gheorghe” a mănăstirii Bârnova                     | sat Bârnova; comuna Bârnova              | | 1626-1629                                                      |                       | Raportează eroare |
| IS-II-m-A-04103.02                                 | Chilii                                                           | sat Bârnova; comuna Bârnova              | | 1728                                                           |                       | Raportează eroare |
| IS-II-m-A-04103.03                                 | Ruine în incintă                                                 | sat Bârnova; comuna Bârnova              | | sec. XVII                                                      |                       | Raportează eroare |
| IS-II-m-A-04103.04                                 | Turn poartă                                                      | sat Bârnova; comuna Bârnova              | | sec. XVII                                                      |                       | Raportează eroare |
| IS-II-m-A-04103.05                                 | Zid de incintă                                                   | sat Bârnova; comuna Bârnova              | | sec. XVII                                                      |                       | Raportează eroare |
| IS-II-m-B-04104                                    | Sanatoriul T.B.C.                                                | sat Bârnova; comuna Bârnova              | | sf. sec. XIX                                                   | Încarcă foto \| video | Raportează eroare |
| IS-II-m-B-04105                                    | Biserica „Sf. Ioan”                                              | sat Bogdănești; comuna Horlești          | | 1822                                                           | Încarcă foto \| video | Raportează eroare |
| IS-II-m-B-04106                                    | Biserica „Sf. Nicolae”                                           | sat Bohotin; comuna Răducăneni           | | 1842-1845                                                      |                       | Raportează eroare |
| IS-II-m-B-04107                                    | Biserica de lemn „Nașterea Sf. Ioan Botezătorul” (Sânziene)      | sat Boroșești; comuna Scânteia           | | 1812                                                           | Alte imagini          | Raportează eroare |
| IS-II-m-B-04108                                    | Biserica „Sf. Voievozi”                                          | sat Borșa; comuna Vlădeni                | | 1826                                                           |                       | Raportează eroare |
| IS-II-m-B-04109                                    | Biserica „Sf. Nicolae”                                           | sat Bosia; comuna Bosia                  | | 1858                                                           |                       | Raportează eroare |
| IS-II-m-B-04110 (RAN: 96922.02)                    | Biserica de lemn „Buna Vestire”                                  | sat Brădicești; comuna Dolhești          | | cca. 1691                                                      | Alte imagini          | Raportează eroare |
| IS-II-m-B-04111 (RAN: 96067.01)                    | Biserica de lemn „Adormirea Maicii Domnului”                     | sat Brăești; comuna Brăești              | | sec. XVIII                                                     | Încarcă foto \| video | Raportează eroare |
| IS-II-m-B-04113                                    | Biserica „Nașterea Maicii Domnului”                              | sat Buhalnița; comuna Ceplenița          | | 1836                                                           | Încarcă foto \| video | Raportează eroare |
| IS-II-m-B-04115                                    | Gară                                                             | sat Buhăeni; comuna Andrieșeni           | | sf. sec. XIX                                                   | Încarcă foto \| video | Raportează eroare |
| IS-II-m-B-04116                                    | Biserica „Sf. Treime”                                            | sat Buznea; comuna Ion Neculce           | | 1854-1857                                                      |                       | Raportează eroare |